# Aleksandr Osadczi
Aleksandr Pietrowicz Osadczi (ros. Александр Петрович Осадчий, ukr. Олександр Петрович Осадчий, ur. 16 maja?/29 maja 1907 w Znamjance, zm. 2 maja 1981 w Kijowie) – radziecki lotnik wojskowy, generał major lotnictwa, Bohater Związku Radzieckiego (1945).

## Życiorys
Urodził się w ukraińskiej rodzinie robotniczej. Po ukończeniu 7 klas szkoły średniej pracował jako elektromonter na stacji kolejowej, w 1929 został powołany do Armii Czerwonej, w 1931 ukończył Wojskowo-Lotniczą Szkołę Pilotów w Borisoglebsku, później dowodził eskadrą w Kijowskim Okręgu Wojskowym. Brał udział w wojnie domowej w Hiszpanii od stycznia do lipca 1937 jako dowódca eskadry myśliwców. W walce powietrznej na południe od Madrytu strącił samolot Do-17, w marcu 1937 nad Teruelem zniszczył dwa inne samoloty, w czerwcu 1937 odniósł jeszcze dwa zwycięstwa. Od czerwca 1941 uczestniczył w wojnie z Niemcami, walczył m.in. na 1 Froncie Ukraińskim, do maja 1945 jako dowódca 11 Dywizji Lotnictwa Myśliwskiego Gwardii wykonał 39 lotów bojowych – zwiadowczych i szturmowych. Po wojnie nadal służył w siłach powietrznych, w 1949 został zwolniony do rezerwy w stopniu generała majora lotnictwa.

## Odznaczenia
- Złota Gwiazda Bohatera Związku Radzieckiego (27 czerwca 1945)
- Order Lenina (dwukrotnie)
- Order Czerwonego Sztandaru (czterokrotnie)
- Order Suworowa II klasy
- Order Kutuzowa II klasy
- Order Wojny Ojczyźnianej II klasy

I medale.